# Robur S.p.A.
Robur S.p.A. – włoskie przedsiębiorstwo założone w 1956 roku przez Benito Guerra. Zajmuje się badaniem, produkcją i rozwojem zasilanych gazem absorpcyjnych urządzeń grzewczych i klimatyzacyjnych oraz nagrzewnic gazowych. Główna siedziba firmy mieści się w Bergamo (Włochy).

## Historia
W pierwszym roku istnienia (1956-1957) firma zajmowała się produkcją części metalowych, między innymi śrub.
W następnych latach firma zaczęła rozwijać się i ukierunkowywać na technologie wykorzystujące spalanie gazu. Rozwój oferty firmy na przestrzeni lat wygląda następująco:
- 1957 – palniki Bunsena
- 1960 – palniki atmosferyczne
- 1978 – nagrzewnice gazowe
- 1982 – konwektory gazowe
- 1991 – Chillery(inne języki) zasilane gazem
- 1993 – konwektory gazowe Supercromo
- 1998 – zasilane gazem Chillery(inne języki)
- 1999/2000 – nagrzewnice gazowe
- 2003 – gazowe absorpcyjne pompy ciepła
- 2015 – projekt Heat4U[2]

Główna siedziba firmy zatrudnia blisko 230 pracowników i generuje obrót roczny bliski 30 milionów euro, z czego 7% przeznaczane jest na badania i rozwój stosowanej technologii.

## Projekt Heat4U
Powstały w 2010 roku projekt Heat4U jest jednym z najważniejszych projektów badawczych finansowanych przez Wspólnotę Europejską, który ma na celu stworzenie najbardziej wydajnego rozwiązania dla potrzeb ogrzewania i produkcji ciepłej wody użytkowej w środowisku jednorodzinnych budynków mieszkalnych. Nad projektem pracuje konsorcjum 14 największych europejskich firm, które wspólnie rozwijają technologię gazowych absorpcyjnych pomp ciepła.
- 2011 firma Robur oficjalnie została koordynatorem projektu.
- 2015 zakończenie badań nad projektem[2][5]

## Robur w Polsce
W Polsce istnieją dwie firmy, które mają w swoich ofertach urządzenia marki Robur.

### Gazuno
Przedsiębiorstwo z branży ciepłowniczej założone w 2013 roku z siedzibą główną w Pomorskim Parku Naukowo-Technologicznym w Gdyni. Jako pierwsza wprowadziła na polski rynek rozwiązania bazujące na gazowych absorpcyjnych pompach ciepła.
Działalność przedsiębiorstwa obejmuje:
- dystrybucję gazowych absorpcyjnych pomp ciepła
- szkolenia branżowe
- pomoc w przeprowadzaniu inwestycji począwszy od projektowania;
- serwis zainstalowanych urządzeń;
- zwiększanie świadomości społeczeństwa w zakresie ekologicznego i ekonomicznego gospodarowania energią

### Flowair
Wyróżniona wieloma nagrodami gdyńska firma założona w 2003 roku zajmująca się ogrzewaniem i wentylacją obiektów średnio i wielko-kubaturowych. Producent nagrzewnic wodnych, kurtyn powietrznych, kurtyno-nagrzewnic oraz jednostek odzysku ciepła. Dodatkowo jest wyłącznym dystrybutorem nagrzewnic gazowych włoskiej firmy Robur.

## Nagrody i wyróżnienia
- 2000 – zajęcie pierwszego miejsca w Italian Quality Award
- 2003 – specjalna nagroda European Quality Award w kategorii „Leadership & Constancy of Purpose”
- 2004 – Benito Guerra, właściciel firmy Robur, nominowany przez Ernst&Young jako finalista nagrody „Quality of life” w kategorii „Międzynarodowy biznesmen roku”
- 2006 – wyróżnienie na AHR Expo Innovation Award
- 2007 – wyróżnienie jako najlepszy produkt w kategorii gazowych pomp ciepła podczas “Impresa Ambiente” Prize
- 2007 – wyróżnienie za promowanie innowacyjności podczas Enterprise Prize przez Confindustria
- 2009 – specjalne wyróżnienie w kategorii Energy Efficiency Development Prize 2009 przez Foundation Sustainable Development and Ecomondo[7]